# Tamara Toumanova

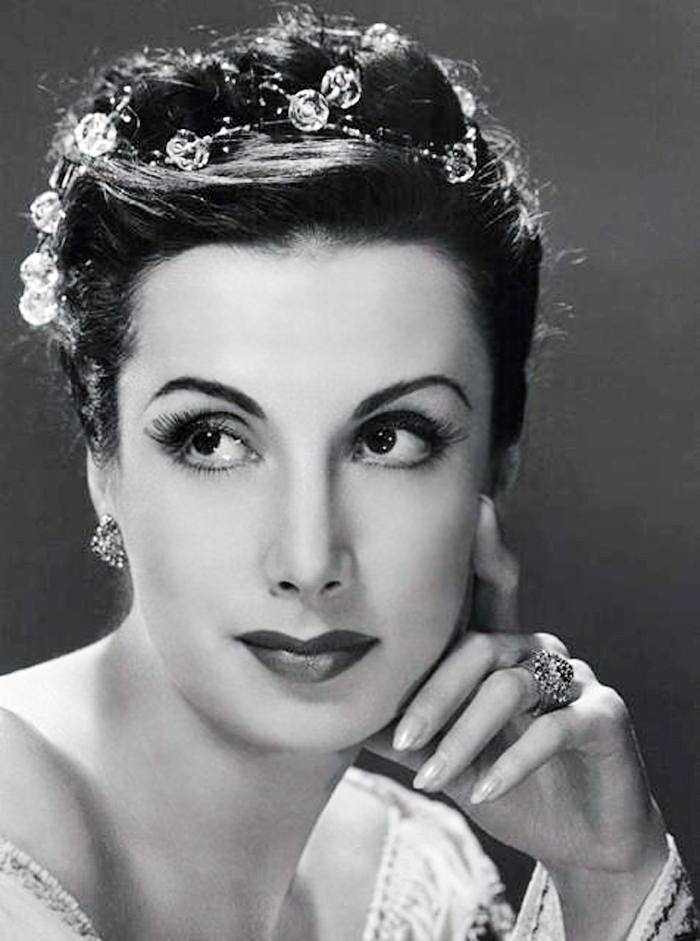
Tamara Toumanova

Tamara Toumanova (Russisch: Тамара Владимировна Туманова; Tamara Vladimirovna Toemanova), eigenlijk Tamara Toemanisjvili (Tjoemen, 2 maart 1919 – Santa Monica, Californië, 29 mei 1996) was een Russisch ballerina en actrice, van  Georgische
of Armeense oorsprong.

## Leven
Toumanova was de dochter van Russische ouders die van elkaar gescheiden werden tijdens de Russische Revolutie (1917). Ze werd geboren in Siberië terwijl haar moeder daar op zoek was naar haar man. Toen ze 18 maanden oud was werden haar ouders herenigd en vluchtten ze via China uiteindelijk naar Caïro. Na enkele maanden in een vluchtelingenkamp te hebben geleefd vestigde het gezin zich uiteindelijk in Parijs, waar Tamara pianolessen kreeg, en balletles van de bekende ballerina Olga Preobrajenska.
Toumanova debuteerde al op tienjarige leeftijd als ballerina in Opéra de Paris, in het kinderballet L'eventail de Jeanne. Daar werd ze opgemerkt door de choreograaf George Balanchine, die haar als “baby-ballerina” verbond aan het Ballet Russe de Monte Carlo. Kort daarna mocht ze al dragende rollen dansen in de balletten Cotillon, Concurrence en Le Bourgeois Gentilhomme. Al snel kreeg ze de bijnaam "Zwarte parel van het Russische ballet".
Toumanova verwierf haar grootste bekendheid door haar samenwerking met danser en choreograaf Léonide Massine, met wie ze onder meer danste in Jeux d'Enfants en Le Palais de Cristal. De hoofdrol in dat laatste ballet was door Massine speciaal voor Toumanova geschreven. Veel lof oogstte ze ook met haar rollen in het Zwanenmeer, Le Spectre de la Rose en La Lutte eternelle, voor het eerst uitgevoerd tijdens een Australische tour in 1939-1940.
Behalve als ballerina maakte Toumanova ook naam als actrice. Ze speelde onder meer hoofdrollen in Tonight We Sing (1953, in de rol van Anna Pavlova), Deep in My Heart (1954), Gene Kellys Invitation to the Dance (1956), Alfred Hitchcocks Torn Curtain (1966) en Billy Wilders The Private Life of Sherlock Holmes (1970).
In 1944 huwde Toumanova scenarioschrijver Casey Robinson, van wie ze later weer scheidde. Ze overleed in 1996, op 77-jarige leeftijd, in Santa Monica, Callifornië.

## Galerij

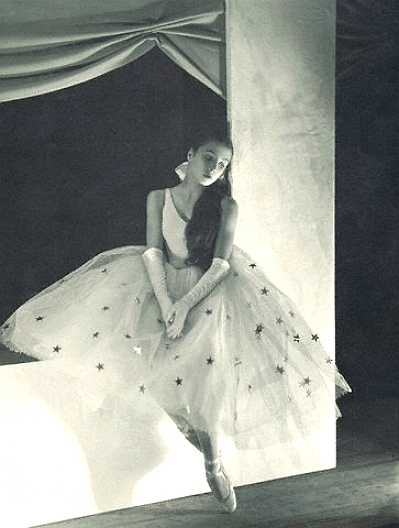
Als kindsterretje, 1932
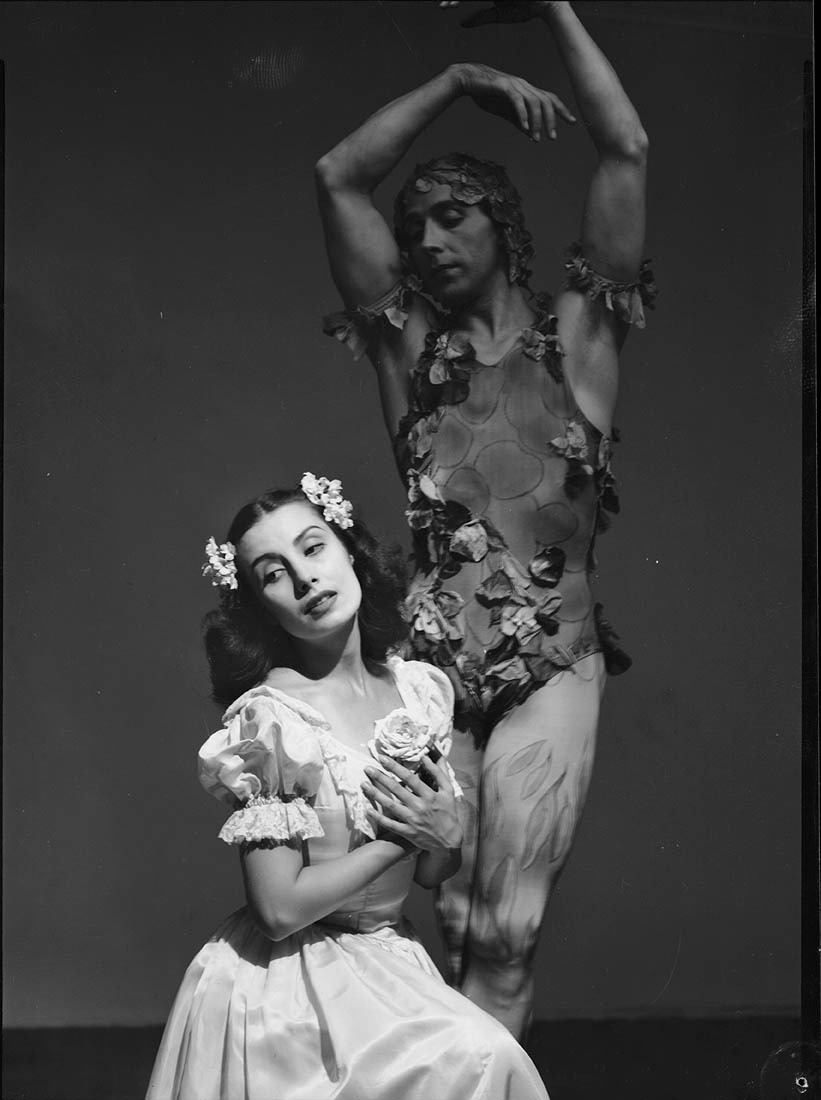
In Le Spectre de la Rose, 1940
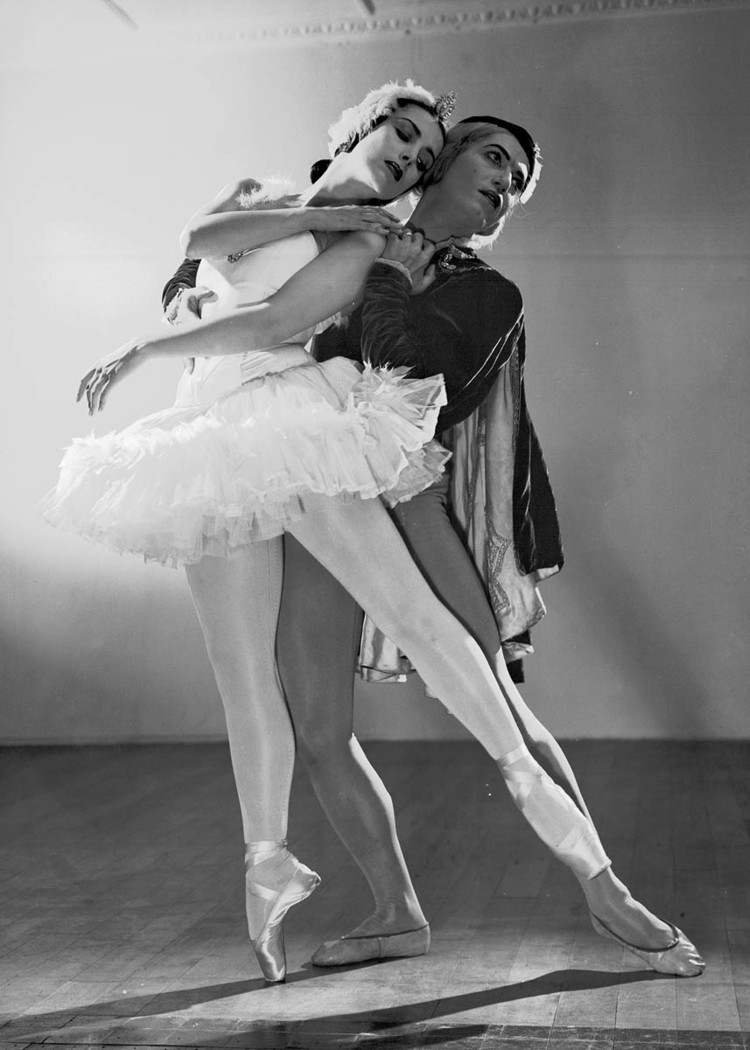
Met Serge Lifar, 1940